# أكبر هاشمي رفسنجاني
أكبر هاشمي رفسنجاني المعروف ب علي أكبر هاشمي رفسنجاني (بالفارسية: علی اکبر هاشمی رفسنجانی) (25 أغسطس 1934 ـــ 8 يناير 2017) سياسي ورجل دين إيراني. حكم عليه بالسجن عدة مرات في فترة حكم شاه إيران. بعد انتصار الثورة الإسلامية شغل مختلف المناصب بما في ذلك رئاسة البرلمان ورئاسة الجمهورية لدورتين متتاليتين (1989-1997). وکان منصب رئاسة مجمع تشخيص مصلحة النظام (1989-2017) آخر منصبٍ شغله. توفي رفسنجاني عام 2017 عن عمر يناهز 82 عامًا، إثر أزمة قلبية.
تسلم رفسنجاني منصب رئيس إيران بعد فوزه في انتخابات عام 1989 وحكم مرة أخرى بعد فوزه في الانتخابات عام 1993، ورشح لولاية ثالثة في الانتخابات لكنه خسر في نهاية المطاف أمام منافسه محمود أحمدي نجاد.
واجه رفسنجاني وعائلته عزلة سياسية بسبب دعمهم للمعارضة في عام 2009 ثم رجع بقوة في انتخابات 2013 الرئاسية لكن مجلس صيانة الدستور استبعده، استعادت عائلة رفسنجاني سمعتها السياسية تدريجيًا بعد دعمه لحسن روحاني علنًا، توفي رفسنجاني في 8 يناير 2017 بسبب نوبة قلبية في مستشفى طهران عن عمر يناهز 82 عامًا.
أثارت وفاة رفسنجاني المفاجئة الشكوك وتكهن البعض بأنه قد اُغتيل وأكدت عائلته بشدة أنه قد قُتل وكشف تحقيق إضافي أن جسده كان شديد النشاط الإشعاعي، لكن الحكومة الإيرانية نسبت وفاته إلى السكتة القلبية.
عُرف رفسنجاني بأنه مسلم محافظ ووصفته مجلة الإيكونوميست بأنه (صانع ملوك مخضرم)، كما أنه مؤسس وأحد أعضاء مجلس أمناء جامعة آزاد وأيد موقف السوق الحرة الرأسمالية مفضلًا خصخصة الصناعات المملوكة للدولة سعيًا إلى تجنب الصراع مع الولايات المتحدة والغرب، وقدرت شركة فوربس ثروته الشخصية في عام 2003 بما يزيد عن مليار دولار أمريكي.

## النشأة والتعليم
ولد علي أكبر هاشمي رفسنجاني يوم 25 أغسطس 1934، في قرية بهرمان وهي من ضواحي مدينة رفسنجان بمحافظة كرمان جنوب شرقي إيران، في عائلة ثرية. حيث كان والده ميرزا علي الهاشمي يزرع الفستق ويتاجر فيه. سمّاه والده أكبر، واشتهر في ما بعد بعلي أكبر.
بدأ رفسنجاني دراسته في مدرسة دينية محلية، ثم غادر قريته في سن الرابعة عشر لمتابعة تعليمه الديني في مدينة قم. فأكمل تعليمه في حوزة قم على يد علماء كبار، مثل آية الله حسين البروجردي، آية الله روح الله الخميني، آية الله شهاب الدين المرعشي النجفي ، وآية الله محمد حسين الطباطبائي.

## نضاله السياسي
في عهد الشاه، كانت لرفسنجاني نشاطات سياسية معارضة. بدأ نشاطه السياسي بشكل جاد منذ 1961، وقد سار على نهج أستاذه الإمام الخميني وأصبح أحد أنصاره المقربين. ثم تولى إدارة القوى المؤيدة للخميني في إيران. اعتقل من قبل سافاك بسبب نشاطه السياسي 7 مرات وقضى خلالها 4 سنوات و 5 أشهر في السجن.

## مناصبه
شغل علي أكبر هاشمي رفسنجاني مختلف المناصب في الدولة الإيرانية. فمع سقوط الشاه وانتصار الثورة، عُيّن في مجلس الشورى، كما كان نائبا لوزير الداخلية في ذلك الوقت، وأصبح فيما بعد وزيراً للداخلية. شارك في تأسيس الحزب الجمهوري الإسلامي. ثم تولّی مناصب مهمة بما في ذلك:

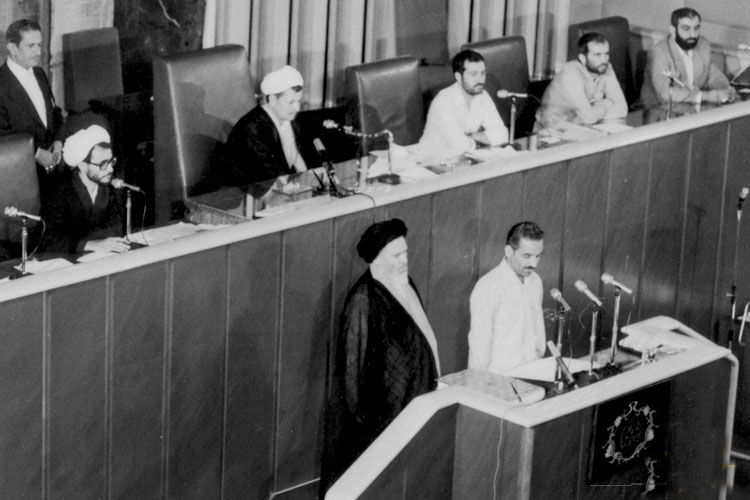
مراسم تنصيب الرئيس محمد علي رجائي في فترة رئاسة رفسنجاني للبرلمان.

### رئاسة البرلمان
ترشح رفسنجاني عام 1980 لعضوية البرلمان عن دائرة طهران حيث نجح في عضوية المجلس التأسيسي وقد حصل على 1,151,514 صوتاً (54٪)، ثم تولى رئاسة البرلمان، ليكون أول رئيس للبرلمان في النظام الإسلامي الإيراني، وظلّ لتسع سنوات رئيساً للبرلمان.

### قيادة القوات المسلحة
في آخر أيام الحرب الإيرانية العراقية، عيّن الإمام الخميني هاشمي رفسنجاني كقائد أعلى للقوات المسلحة في الجيش الإيراني. فقام بدور أساسي في الموافقة على قرار مجلس الأمن الذي أنهى الحرب التي دارت بين عامي 1980 و1988م. تولّى رفسنجاني مهمة رئاسة القوات المسلحة من 1988 إلى 1989م.

### رئاسة الجمهورية
ترشح آية الله رفسنجاني لرئاسة الجمهورية عام 1989، وانتُخب رئيساً لإيران بنسبة 95% من الأصوات، ثم فاز بولاية ثانية عام 1993 فأبقته في منصبه حتى عام 1997.
اشتهرت فترة رئاسته بمرحلة الإعمار والبناء الاقتصادي. طوال مدة رئاسته للجمهورية عمل بجدّ لإعادة إعمار إيران بعد ما خلفته الحرب وبنى السدود لتأمين الكهرباء، وأسس المشروع النووي لإيران والمراكز الخاصة بتصنيع الصواريخ المتطورة، وحاول تطوير العلاقات السياسية والاقتصادية مع دول المنطقة والعالم التي تضررت طوال فترة الحرب.
ترشح رفسنجاني للانتخابات الرئاسية مجددا عام 2005، ولكنه خسر أمام الرئيس المحافظ محمود أحمدي نجاد في انتخابات الإعادة متحصلا على 35% من الأصوات.
ثم قدّم ترشحه للانتخابات الرئاسية التي أجريت يوم 14 يونيو 2013  ولكن مجلس صيانة الدستور رفض ترشحه بسبب تقدّمه في السن.

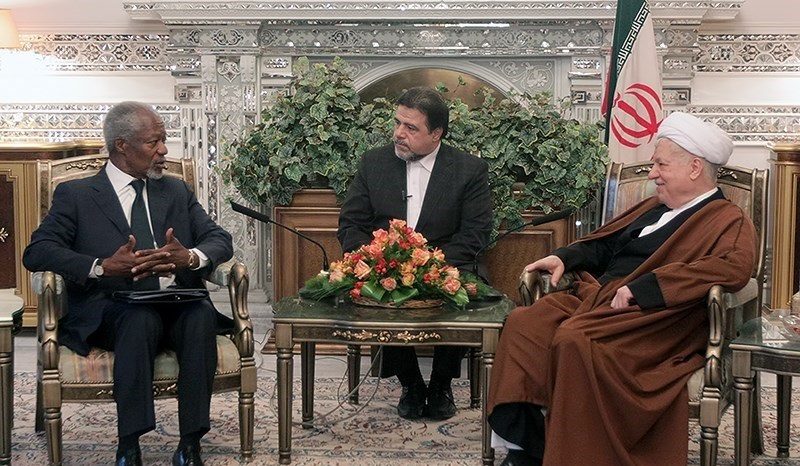
اجتماع الأمين العام السابق للامم المتحدة كوفي أنان مع آية الله رفسنجاني عام 2014.

### رئاسة مجمع تشخيص مصلحة النظام
في عام 1997 م، تولّى رفسنجاني رئاسة مجلس تشخيص مصلحة النظام، الذي يسوي النزاعات بين مجلس الشورى الإسلامي ومجلس صيانة الدستور، وشغل هذا المنصب حتی وفاته.

### رئاسة مجلس الخبراء
في عام 2007، تم تعيين رفسنجاني رئيسا لمجلس الخبراء، الذي يعين المرشد الأعلى للثورة الإيرانية، وتولى هذا المنصب لفترة بين عامي 2007 و 2009. ثم انتخب كعضواً في هذا المجلس.

## عائلته
رفسنجاني متزوج ولديه خمسة أطفال. وتعد ابنته الصغرى فائزة هاشمي ناشطة في مجال الدفاع عن حقوق المرأة، وأغلقت صحيفة كانت تصدرها بعنوان (المرأة) بسبب نقد الحجاب الإسلامي، ودعم النسويّة، وطباعة صورة كاريكاتورية حول دية النساء، بداية في يونيو 1999 مـ لمدة أسبوعين ومرة أخرى في 6 أبريل 1999 إلى الأبد."

## نتائج ترشحه في الانتخابات

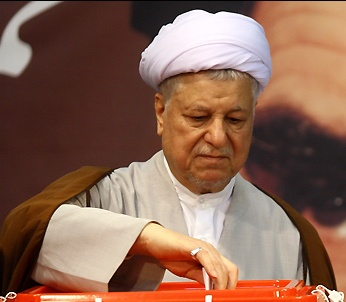
آية الله هاشمي رفسنجاني يدلي بصوته في انتخابات الرئاسية عام 2013.

النتائج التي حصل عليها هاشمي رفسنجاني خلال انتخابات الرئاسة والبرلمان ومجلس الخبراء هي:
| عام  | انتخابات     | عدد الأصوات  | نسبة مئوية | المرتبة | النتائج        |
| ---- | ------------ | ------------ | ---------- | ------- | -------------- |
| 1980 | البرلمان     | 1,151,514    | ≈54        | 15      | فاز            |
| 1982 | مجلس الخبراء | 2,675,008    | 84         |         | فاز            |
| 1984 | البرلمان     | 1,891,264    | 81.9       | 1       | فاز            |
| 1988 | البرلمان     | ▼ 1,573,587  | 82.3       | 1       | فاز            |
| 1989 | الرئاسة      | 15,537,394   | 96.1       | 1       | فاز            |
| 1990 | مجلس الخبراء | ▼ 1,604,834  | 85         |         | فاز            |
| 1993 | الرئاسة      | ▼ 10,449,933 | ▼ 64       | 1       | فاز            |
| 1998 | مجلس الخبراء | 1,682,188    | ▼ 60       |         | فاز            |
| 2000 | البرلمان     | ▼ 749,884    | ▼ 25.58    | 30      | فاز لكنه انسحب |
| 2005 | الرئاسة      | ▼ 6,211,937  | ▼ 21.13    | 1       | إعادة التصويت  |
| 2005 | الرئاسة      | 10,046,701   | 35.93      | 2       | لم يفز         |
| 2006 | مجلس الخبراء | ▼ 1,564,197  | ▼ ≈41      | 1       | فاز            |
| 2013 | الرئاسة      | –            | –          | –       | غير مؤهل       |
| 2016 | مجلس الخبراء | 2,301,492    | 51.13      | 1       | فاز            |

## المؤلفات
- حياة وعصر اية الله هاشمي رفسنجاني، يعرض هاشمي رفسنجاني في هذا الكتاب سيرة حياته، ويتطرّق فيه إلى التطورات التي سبقت ورافقت قيام الجمهورية الإسلامية.
- تفسير دليل وثقافة القرآن[22]
- السياسة الاقتصادية
- المفتاح الجامع لمصطلحات القرآن ومفاهيمه
- الأمير الكبير: التغيير في عصر فاسد (1968)[23]
- ترجمة كتاب القضية الفلسطينية تأليف أكرم زعيتر إلی الفارسية.[24]

## وفاته
توفي آية الله هاشمي رفسنجاني في 8 يناير 2017 عن عمر يناهز 82 عامًا، بعد أن أُصيب بأزمة قلبية، نُقل على أثرها إلى مستشفى شهداء تجريش في شمال طهران ولكن رغم الجهود التي قام بها الأطباء طوال ساعة ونصف ساعة فارق الحياة في الساعة 7:30 بالتوقيت المحلي.
أعلنت إيران الحداد ثلاثة أيام عقب وفاته. وشيّع جثمانه في 10 يناير 2017 من جامعة طهران إلى مرقد الإمام الخميني، جنوب العاصمة طهران بحضور آية الله علي خامنئي ومشاركة عشرات الآلاف من الإيرانيين ورؤساء السلطات الثلاث وبحضور شخصيات من مختلف التيارات السياسية الإيرانية، عقب إقامة صلاة الميت على جثمانه بإمامة قائد الثورة الإسلامية آية الله علي خامنئي في باحة الجامعة. وبعد ساعات دُفنت جثته في ضريح روح الله الخميني.
بعد وفاته توالت المواقف وردود الأفعال الإقليمية والدولية وبيانات التعزية، وعلى صعيد دول الخليج قدمت 5 دول خليجية وهي سلطنة عمان وقطر والإمارات والبحرين والكويت، العزاء لإيران في وفاة هاشمي رفسنجاني معبرين عن تقديرهم لرئيس مجمع تشخيص مصلحة النظام الذي انتهج نهجا عمليا وسعى إلى تقارب إقليمي. كما بعث كل من الرئيس اللبناني والجزائري والسوري والرئيس الكوبي ورئيس جمهورية نيكاراغوا والرئيس القرغيزي ورئيس جمهورية جنوب أفريقيا ورؤساء ومسئولين بلدان أخری ببرقيات إلى الرئيس الإيراني، قدموا فيها التعازي إلى إيران حكومة وشعبا بوفاة آية الله هاشمي رفسنجاني.

### سبب الوفاة
قالت صحيفة الغارديان البريطانية، عند حُلول الذكرى السنوية الأولى لِوفاة رفسنجاني، إنها علمت من مصادر عائلية مُقرَّبة من المذكور، أن السلطات الإيرانية تنوي إعادة فتح تحقيق في أسباب وفاته. وفي يوم الأربعاء 10 يناير 2018 نشرت الصحيفة المذكورة تقريرًا قالت فيه إن إعادة التحقيق جاء بناءً على طلب عائلة رفسنجاني، بعد أن أظهرت الفحوصات الطبية احتواء جسده على مُستويات عالية من الإشعاعات، مُلمحين إلى كيفية وفاته بطريقة مُفاجأة، كما لمَّحت الصحيفة إلى أن هذا الطلب يتزامن مع الاعتراضات الشعبية التي شهدتها العديد من المدن الإيرانية ابتداءًا من يوم 28 ديسمبر 2017.

## روابط خارجية
- أكبر هاشمي رفسنجاني على موقع الموسوعة البريطانية (الإنجليزية)
- أكبر هاشمي رفسنجاني على موقع مونزينجر (الألمانية)
- أكبر هاشمي رفسنجاني على موقع إن إن دي بي (الإنجليزية)

| المناصب السياسية               | المناصب السياسية                                          | المناصب السياسية          |
| ------------------------------ | --------------------------------------------------------- | ------------------------- |
| سبقه هاشم صباغيان              | وزير الداخلية 1979–1980                                   | تبعه محمد رضا مهدوي كني   |
| شاغرآخر من حمل اللقب جواد سعيد | رئيسالبرلمان الإيراني 1980–1989                           | تبعه مهدي كروبي           |
| سبقه علي خامنئي                | رئيس الجمهورية الإسلامية الإيرانية 1989–1997              | تبعه محمد خاتمي           |
| سبقه علي خامنئي                | رئيس مجمع تشخيص مصلحة النظام 1989–present                 | الحالي                    |
| سبقه علي مشكيني                | رئيس مجلس خبراء القيادة 2007–2011                         | تبعه محمد رضا مهدوي كني   |
| مناصب عسكرية                   |                                                           |                           |
| شاغر                           | نائب قائد القوات المسلحة الإيرانية 1988–1989              | شاغر                      |
| مقاعد البرلمان                 |                                                           |                           |
| سبقه فخر الدين حجازي           | النائب عن دائرة طهران، ري، شميرانات، إسلام شهر 1984، 1988 | تبعه علي أكبر موسوي حسيني |